# Узкоколейная железная дорога Ранцевского торфопредприятия
Узкоколейная железная дорога Ранцевского торфопредприятия находится в Кувшиновском районе Тверской области.
Торфовозная УЖД. Колея 750 мм. Максимальная длина 32 км, полностью разобрана, техника распродана.

## История
К 2014 году полностью разобрана. Два последних сохранившихся тепловоза проданы. ТУ4-2630 продан в музей Тёсовской УЖД, ТУ4-3034 — в Екатеринбург.

## Попытки сохранения торфопредприятия
В начале 2011 года узкоколейная железная дорога оказалась под угрозой демонтажа, так как Каменская промышленная котельная в Кувшиново которую до сих пор обеспечивало Ранцевское торфопредприятие торфом, закрыта в 2010 году.
Компания ООО «РМ-Экология» принимала меры по сохранению торфопредприятия и его развитию.
Предполагалось, что будет построен современный торфобрикетный завод, создан музей узкоколейной железнодорожной и торфодобывающей техники. В рамках созданного музея хотели проводить еженедельные поездки по УЖД от г. Кувшиново до пос. Ранцево, с осмотром экспозиции музея (недоступная ссылка) и торфобрикетного производства. Эти планы не осуществились. 